# Hans Naujoks
Hans Naujoks, né le 2 septembre 1892 à Jessen, village du district d'Insterburg (Prusse Orientale) et mort le 29 septembre 1959 à Francfort-sur-le-Main (Allemagne) est un professeur de gynécologie-obstétrique.
Durant le régime nazi, il fut impliqué dans le programme eugénique de stérilisation forcée.

## Carrière universitaire
Hans Naujoks étudie la médecine successivement à Königsberg, Munich, Berlin et Rodstok. Il obtient le doctorat en 1919.
En 1924, il est l'élève du professeur Georg Winter à la Clinique des femmes de l'Université de Köningsberg. Il est habilité en 1925.
En 1926, il intègre la Clinique des femmes de l'Université Philipps de Marbourg en tant que médecin-chef et devient l'élève du professeur Ferdinand-Adolf Kehrer. En 1929, il est nommé professeur associé.
En 1934, il est nommé à la chaire de gynécologie et d'obstétrique à la Clinique des femmes de l'Université de Cologne. Détruite durant la guerre, il est nommé professeur à l'Université de Marbourg en 1945.
En 1947, il est nommé à l'Université de Francfort.

## Editeur
À partir de 1939, Hans Naujoks co-édite la revue médicale Geburtshilfe und Frauenheilkunde (Obstétrique et Gynécologie).

## Société savante
De 1956 à 1958, Hans Naujoks est président de la Société allemande de gynécologie et d'obstétrique (de). Il organise le congrès de l'organisation en 1958 à Francfort-sur-le-Main.

## National-socialisme
Hans Naujoks a rejoint le NSDAP en avril 1933. Il est membre de la SA à partir de novembre 1933, puis à partir d'avril 1933 il est membre de l'Association nationale-socialiste allemande  des professeurs (de) (NSDDB), de l'Association nationale-socialiste des médecins allemands (NSDÄB), de l'Association nationale-socialiste des enseignants (NSLB) et du Secours populaire national-socialiste (NSV). Il travaille également au bureau de la politique raciale.
En novembre 1933, il co-signe la Déclaration des professeurs en faveur d'Adolf Hitler et de l'État national-socialiste.
En octobre 1945, le pédiatre Hans Kleinschmidt certifie qu'Hans Naujoks « avait, comme de nombreux universitaires, une influence inhibitrice sur les plans et souhaits radicaux de certains bureaux et membres du parti. »

## Fin de carrière
Au sortir de la guerre, Hans Naujoks est nommé professeur à l'Université de Marbourg en 1945.
En 1947, il est nommé à la Clinique des Femmes de l'Université de Francfort, "très marquée par les séquelles de la guerre et où tout travail scientifique avait cessé" et est chargé de sa réorganisation.
Il se spécialise dans la défense médico-légale des obstétriciens dans le cadre des procédures intentées par des patients, particulièrement dans le domaine des lésions neurologiques d'origine obstétricale, et publie plusieurs monographies sur le sujet.